# Religia Etrusków

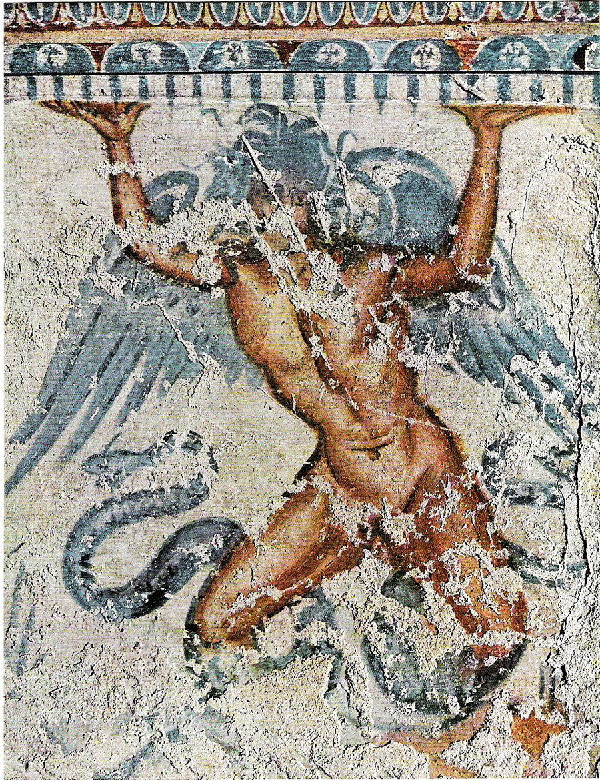
Etruskie malowidło ścienne

Istotnym elementem religii Etrusków było przekonanie, że życie ludzkie jest tylko mało znaczącym elementem we wszechświecie, nad którym bogowie, którzy ukazywali swoją naturę i wolę w każdym aspekcie świata natury, panowali tak samo, jak nad przedmiotami stworzonymi przez ludzi. Ta wiara przenika sztukę etruską, w której znajdujemy bogate przedstawienia ziemi, morza i powietrza, z człowiekiem włączonym w otoczenie.
Pisarze rzymscy powtarzają świadectwa, że Etruskowie przyglądali się każdemu ptakowi i każdej jagodzie, jako potencjalnemu źródłu wiedzy o bogach, i na tej podstawie rozwinęli skomplikowaną tradycję ludową i związane z nią rytuały dla wykorzystywania tej wiedzy. Ich mity objaśniły tradycję ludową jako przekazaną przez bogów za pośrednictwem proroka Tagesa, cudownego dziecka o cechach mądrego starca, który wyskoczył ze świeżo wyoranej bruzdy na polu w Tarquinii i wyśpiewał to wszystko, co Rzymianie zwali Etrusca disciplina.
Stanowiła ją oryginalna etruska literatura religijna, opisująca kosmos i świat podziemny, a także przepisująca różne rytuały oraz sposoby interpretacji przesłań od bogów i postępowania na ich podstawie. Tytuły tekstów, które przetrwały, obejmują Libri rituales, Libri fatales, Libri de fulguratura ("o błyskawicach") i Libri Acheruntici (opisującej Acheron, czyli świat podziemny), a także księgi, których nazwy pochodzą od dwóch głównych proroków etruskich o imionach Tages i Vegoia (imię w formie zlatynizowanej): Libri Tagetici i Libri Vegontici.
Ta literatura, epigrafika i źródła monumentalne dają obraz kosmologii, przedstawiającej niebo i jego części, które odbija się w świętych miejscach, a nawet we wnętrznościach zwierząt. Zasadnicze znaczenie miało pojęcie świętej przestrzeni albo miejsca, poświęconego konkretnemu bóstwu albo sprawie, jak teoria przeznaczenia, z którym takie obszary mogły korespondować, tak jak Niebo odzwierciedlało Ziemię, a makrokosmos rozbrzmiewał echem mikrokosmosu.
Niebo zostało podzielone na 16 przedziałów, zamieszkiwanych przez rozmaite bóstwa: główni bogowie w kierunku wschodnim, święte istoty astralne i ziemskie na południu, istoty piekielne i złe na zachodzie, a najsilniejsi i tajemniczy bogowie losu na północy. Bóstwa objawiały się poprzez zjawiska przyrody, głównie przez błyskawice, ale także w mikrokosmosie wątroby zwierzęcej (typowy jest model wątroby owcy z brązu, znaleziony koło Piacenzy, na którym są wygrawerowane nazwy bóstw w ich 16 przedziałach zewnętrznych i wewnętrznych).
Te koncepcje ściśle wiążą się ze sztuką wróżenia, z której Etruskowie byli szczególnie sławni w świecie antycznym. Jakiejkolwiek wagi działania publiczne i prywatne były podejmowane tylko po wysłuchaniu bogów; odpowiedzi negatywne albo zawierające groźby wymagały skomplikowanych ceremonii zapobiegawczych albo ochronnych. Najważniejszą formą wróżenia była ars haruspicina (haruspicja) albo hepatoskopia - studium szczegółów wnętrzności zwierząt ofiarnych, zwłaszcza wątroby.
Drugą co do znaczenia była obserwacja błyskawic i innych zjawisk niebieskich, jak lot ptaków (również ważny w religii Umbrów i Rzymian).
Wreszcie brana była pod uwagę interpretacja niezwykłych i cudownych wydarzeń, obserwowanych na niebie albo na ziemi. Te praktyki, szeroko przejęte przez Rzymian, są wyraźnie przypisane przez autorów antycznych religii Etrusków.

## Bogowie
Etruski Panteon jest dość obszerny, ponieważ miasta etruskie były autonomiczne i każde miało nieco inną tradycję, a - w niektórych przypadkach - nawet język.
Etruskowie czcili liczne bóstwa (wątroba z Piacenzy wylicza ich ponad 40), z których wiele jest dziś nieznanych. Ich natura była często niejasna, a wzmianki o nich obfitują w niejednoznaczności co do liczby, atrybutów, a nawet płci. Niektórzy z ważniejszych bogów byli wreszcie utożsamiani z głównymi bogami Greków i Rzymian, co można zobaczyć szczególnie na podpisanych wyobrażeniach ze zwierciadeł etruskich.
- Tinia albo Tin był rozpoznawany jako odpowiednik Zeusa/Jowisza,
- Uni – Hery/Junony,
- Menrva – Ateny/Minerwy,
- Sethlans – Hefajstosa/Wulkana,
- Turms – Hermesa/Merkurego,
- Turan – Afrodyty/Wenus.

Ale ich charakter i mitologia często różniły się znacznie od ich odpowiedników greckich. Na przykład Menrva, ogromnie popularne bóstwo, była uważana za patronkę małżeństwa i porodu, w odróżnieniu od dziewicy Ateny, która o wiele bardziej troszczyła się o sprawy męskie.
Wielu z bogów miało moc uzdrawiania, i wielu z nich miało władzę rzucania piorunów. Były również bóstwa o całkiem klasycznym grecko-rzymskim charakterze, jak Hercle (Herakles) i Apulu (Apollo), którzy wyraźnie zostali wprowadzeni bezpośrednio z Grecji, a mimo to mieli przypisane sobie miejsca święte i kulty.